# Crosniera minima
Crosniera minima är en kräftdjursart som först beskrevs av M. J. Rathbun 1901.  Crosniera minima ingår i släktet Crosniera och familjen Thomassiniidae. Inga underarter finns listade i Catalogue of Life.